# Antes que ver el sol
«Antes que ver el sol» es el segundo sencillo de la cantante mexicana Dulce María del álbum Sin fronteras. La canción es una versión del original de 2002 del primer disco del cantante argentino Coti. Se lanzó a la venta a través de descarga digital el 7 de enero de 2014.

## Antecedentes y composición
El 24 de agosto de 2013, por Twitter de EnCorto Magazine dijo que Dulce María incluyó en el nuevo álbum una versión del cantante argentino Coti, se trata de la canción Antes que ver el sol gran éxito del primer disco en solitario del cantante.
El 10 de diciembre de 2013 el programa Hoy mostró a Dulce María en la grabación de su nuevo video musical. Durante el mismo, la cantante confirma que Antes que ver el sol es su nuevo video, luego de Lágrimas.

## Video
Bajo la dirección  de Christian Cavazos y producción de Carlos Vizcarra y Gabriel Felix, la cantante y actriz filmó en Laguna Salada (Mexicali) y el Desierto de Ocotillo (California, EUA), lugares naturales y emblemáticos del sur de California.
El vídeo muestra un día en la vida de Dulce María compartiendo momentos con el amor de su vida: un hombre libre y de convicciones fuertes, que reaparece después de un tiempo y ella, consciente de que volverá a irse, prefiere disfrutar al máximo las horas que les quedan.
El 20 de enero el video se estrenó en los portales de Internet, así como en los canales oficiales de vídeos.

## Paradas musicales
| Lista (2014)                                  | Mejor posición |
| --------------------------------------------- | -------------- |
| México - Billboard - México Español Airplay   | 21             |
| México - Monitor Latino - Pop                 | 19             |
| México - Charts Club - La Superlista          | 18             |
| México - Charts Club - Español 100            | 9              |
| México - Charts Club - Radio 100              | 41             |
| México - Charts Club - Radio en Español       | 35             |
| México - Charts Club - Digital 100            | 36             |
| México - Charts Club - Digital Español        | 18             |
| México - Charts Club - Pop 100                | 15             |
| México - Charts Club - Pop en Español         | 7              |
| México - Charts Club - Pop Radio              | 19             |
| México - Charts Club - Pop Radio en Español   | 14             |
| México - Charts Club - Digital Pop            | 30             |
| México - Charts Club - Digital Pop en Español | 13             |
| Ecuador - ECUADOR Top 100                     | 62             |

## Historial de lanzamientos
| Región | Fecha              | Formato                                | Discográfica |
| ------ | ------------------ | -------------------------------------- | ------------ |
|        | 7 de enero de 2014 | Radio / Descarga de música / Streaming | UMLE         |